# Calophasia atlantica
Calophasia atlantica är en fjärilsart som beskrevs av Köhler 1952. Calophasia atlantica ingår i släktet Calophasia och familjen nattflyn. Inga underarter finns listade i Catalogue of Life.